# Berserk!
Berserk! és una pel·lícula de terror-thriller britànica de 1967 protagonitzada per Joan Crawford, Ty Hardin, Diana Dors i Judy Geeson en un macabre conte mare-filla sobre un circ plagat d'assassinats. El guió va ser escrit per Herman Cohen i Aben Kandel, i la pel·lícula va ser dirigida per Jim O'Connolly. Berserk! marca la penúltima aparició de Crawford a la pantalla gran.

## Sinopsi
Monica Rivers (Joan Crawford) i Dorando (Michael Gough) són copropietaris d'un circ anglès ambulant. La Mònica actua com a mestressa de cerimònies i en Dorando de director de negoci. El funàmbul Gaspar el Gran és estrangulat quan se li trenca la corda; sembla que la seva corda podria haver-se afeblit intencionadament i la policia inicia una investigació sense descobrir cap autor. La reacció gens emocional de la Mònica davant la tragèdia alarma en Dorando. Quan ella suggereix que la mort de Gaspar serà una bona publicitat, ell li demana que li compri la seva part, cosa que ella no pot fer. La Monica contracta un nou funambulista, Frank Hawkins (Ty Hardin). No sols és guapo, sinó que també és atrevit, fent el seu acte sobre una catifa de baionetes afilades. La Mònica està impressionada, sobretot pel seu físic. Mentrestant, el soci de negocis de la Mònica, Dorando, és trobat horriblement assassinat. La sospita de la culpabilitat de la Mònica creix entre els membres del grup de circ. Hawkins en particular sospita d'ella, després d'haver-la vist sortir del tràiler de Dorando poc abans que el cos fos descobert. S'enfronta a la Mònica i li demana una participació al circ pel seu silenci.
Després d'una sèrie d'èxits d'actuació del circ arreu del Regne Unit, la filla de Monica, Angela (Judy Geeson), després d'haver estat expulsada de l'escola, es presenta al circ. Sense saber què fer amb la seva filla rebel, la Mònica la combina amb Gustavo el llançador de ganivets (Peter Burton). Un altre membre de la companyia de circ, Matilda (Diana Dors), intenta sense èxit seduir Hawkins, cosa que la Mònica descobreix. Durant l'acte de la Matilda, un truc de mag que implica la il·lusió de ser serrada per la meitat, hi ha un mal funcionament de l'equip i la mata. Uns quants vespres més tard, durant la seva actuació a la corda fluixa, Frank és colpejat a l'esquena amb un ganivet, cau de la corda fluixa a les baionetes i és assassinat. Angela es veu llançant-li un ganivet abans de la seva caiguda fatal. Ella confessa, i també revela el seu motiu. S'ha ressentit interiorment que la seva mare la ignori, que està absent de la seva vida. Així, els assassinats van ser actes de "remoure" els que ocupaven el temps i l'atenció de la seva mare. Aleshores intenta matar la seva mare però la detenen. Tanmateix, mentre intenta escapar de la captura, és electrocutada per un cable exposat fora de la carpa del circ durant una tempesta de pluja. La pel·lícula acaba quan la Monica plora inconsolablement sobre el cos de la seva filla.

## Repartiment
- Joan Crawford com a Monica Rivers
- Ty Hardin com a Frank Hawkins
- Diana Dors com a Matilda
- Michael Gough com Albert Dorando
- Judy Geeson com Angela Rivers
- Robert Hardy com el detectiu superior. Brooks
- Geoffrey Keen com a comissari Dalby
- Sydney Tafler com Harrison Liston
- George Claydon com a Bruno Fontana
- Philip Madoc com a Lazlo
- Ambrosine Phillpotts com a Miss Burrows
- Thomas Cimarro com a Gaspar
- Peter Burton com a Gustavo
- Golda Casimir com a Dama Barbuda
- Ted Moon com a Skeleton Man
- Milton Reid com a home fort
- Marianne Stone com a Wanda
- Miki Iveria com a endevina gitana
- Howard Goorney com a Emil
- Reginald Marsh com el sergent Hutchins
- Bryan Pringle com a agent Bradford

## Producció
La pel·lícula es deia originalment Circus of Blood. Va ser el primer d'un nou acord que Herman Cohen va tenir amb Columbia. L'agost de 1966 Joan Crawford va signar com a protagonista, i el rodatge començarà a l'octubre a Londres. Cohen diu que el guió es va escriure pensant en Crawford.
Crawford va descriure el seu paper a la pel·lícula com "mestressa de les cerimònies, pany i barril. És colorida, és emocionant, és la dama més definida que he interpretat mai. Ella sap el que vol i ho aconsegueix."
Herman Cohen volia incloure Christina Crawford en suport de la seva mare Joan, però Joan va vetar la idea. Judy Geeson fou incorporada en comptes d'ella. Diana Dors també hi té un paper secundari.
Crawford va dir que els cineastes volien anomenar la pel·lícula Circ of Blood o Circus of Fear, però ella va pressionar per Berserk! "i al final em vaig sortir amb la meva". El títol es va canviar l'abril de 1967.

## Estrena

### Taquilla
L'èxit de taquilla de Berserk! van ser considerable. A Amèrica del Nord, la pel·lícula va recaptar més de 1.100.000 dòlars i va ocupar el lloc número 85 a la llista dels millors productors de diners de 1968 de Variety. Els ingressos de taquilla a l'estranger gairebé van duplicar aquesta quantitat, arribant a 2.095.000 dòlars. Això va convertir Berserk! en la pel·lícula més reeixida que Herman Cohen hagi produït mai.

### Recepció crítica
Howard Thompson va donar a la pel·lícula una crítica majoritàriament negativa a The New York Times, comparant-la desfavorablement amb Circus of Horrors, però també va comentar: "També és difícil fer una pel·lícula sense esperança amb un rerefons de circ i una aroma de serradures. Això és l'única cosa sòlida que té la imatge: la intrigant rutina diària de la gent del circ i alguns bons actuacions d'anella, tot plegat. ben transmesa amb una excel·lent fotografia en color. I sota la direcció raonable de Jim O'Connolly, la pel·lícula projecta una mena de suspens desafiant que t'atreveix a no seure allà, a veure qui ho aconsegueix després i, finalment, per què". Continua afirmant que Crawford "... és professional com de costum i sens dubte el mestre de cerimònies més ben preparat que mai ha manipulat un micròfon."
Frank Leyendecker a Greater Amusements va escriure, "Joan Crawford atorga autoritat i una convicció extrema al paper colorit d'un propietari i director de pista d'un circ... s'eleva constantment per sobre del material altament melodramàtic, però explotable."
Lawrence Quirk va escriure a Hollywood Screen Parade: "[Crawford] és per tot arreu, radiant, contundent, amb autoritat, una autèntica estrella de cinema l'atractiu de la qual no disminueix mai."

## Mitjans domèstics
Berserk! es va publicar en DVD de la Regió 1 el 6 de setembre de 2011 de la Col·lecció de DVD de Columbia Classics. Aquesta és una versió de fabricació sota demanda (MOD), disponible en línia a través de Warner Archive Collection i ClassicFlix i només als EUA.
Mill Creek Entertainment va estrenar la pel·lícula juntament amb Strait-Jacket en un llargmetratge doble Blu-ray el 2 d'octubre de 2018.